# Ulyses Petit de Murat
Ulyses Petit de Murat (Buenos Aires, 28 de enero de 1907 - Buenos Aires, 19 de agosto de 1983) fue un poeta, periodista, dramaturgo y escritor argentino. Es el autor que escribió el mayor número de guiones para películas del cine argentino. Era hijo de Ulises Petit de Murat y de Fedra Regúnaga y su verdadero nombre era Ulises pero cuando comenzó a escribir lo transformó en Ulyses para, según escribió, obviar agregar a su ya largo nombre la palabra hijo a fin de diferenciarse de su padre. Cursó sus estudios secundarios en el Colegio Nacional de San Isidro, en la provincia de Buenos Aires, e inició los de abogacía, que interrumpió para dedicarse a la literatura y al periodismo.

## Labor literaria
Petit de Murat publicó por primera vez su poesía en 1926 en la revista Martín Fierro, que fuera fundada en 1924 y donde varios escritores importantes, comenzando por Jorge Luis Borges, contribuían con poemas y artículos. Otras personalidades cercanas a esa publicación eran Pedro Figari, Raúl González Tuñón, Eduardo González Lanuza, Ricardo M. Setaro y Leopoldo Marechal. También publicó textos de Mario Bravo, Fernando Fader, Macedonio Fernández, Santiago Ganduglia, Samuel Glusberg, Norah Lange, Leopoldo Lugones, Roberto Mariani, Conrado Nalé Roxlo, Nicolás Olivari, Horacio A. Rega Molina, Nicolás Barrios Lynch, Xul Solar y Ricardo Rojas. La revista no pretendía gravitar en el ámbito político pero hacia 1927 las divergencias políticas entre los redactores respecto a la candidatura de Hipólito Yrigoyen para presidente de la Nación, sumadas a otras de orden estético, hicieron que el grupo se diluyese y Petit de Murat se integró al Comité Irigoyenista de Intelectuales Jóvenes en el que también estaban Borges -su presidente-, González Tuñón, Pondal Ríos, Marechal y López Merino, entre otros.
Luego siguió la publicación de Conmemoraciones (1929), Rostros (1931), Las Islas (por el que Petit de Murat en 1935 obtuvo el Premio Municipal de Poesía que otorgaba la Municipalidad de la Ciudad de Buenos Aires), Marea de lágrimas (1937), Aprendizaje de la soledad (1943), Las manos separadas (1950) y Último lugar (1964). Borges dijo que Petit de Murat es el "creador de versos patéticos en los que cada línea es el riesgo más peligroso, la aventura ciega..."
Después de colaborar asiduamente en las publicaciones de Buenos Aires, La Nación, El Hogar, El Sol y las principales revistas de vanguardia, ingresó al diario Crítica. Estuvo al frente de la página de música, en la cual hizo las primeras notas sobre el jazz y desde agosto de 1933 hasta octubre de 1934 dirigió junto con Jorge Luis Borges la Revista Multicolor de los Sábados, suplemento literario ideado por el diario para competir con sus similares de La Nación y La Prensa. También colaboró en programas culturales en la década de 1930.
Petit de Murat desarrolló en verso libre los temas del amor, la muerte y el misterio pero siempre a través de hechos biográficos que consideraba "esenciales y nada abstractos". Se reconoce en él las influencias de Rimbaud, Verlaine y Rilke. Jorge Luis Borges, Adolfo Bioy Casares y Silvina Ocampo incluyeron su poema Espléndida marca de las lágrimas entre las cinco mejores de la literatura argentina al publicar una antología de poesía contemporánea. Estuvo dos años internado con tuberculosis en un sanatorio de Ascochinga, provincia de Córdoba, y con esa experiencia escribió la novela El balcón hacia la muerte por la que obtuvo el Premio Nacional de Literatura para el trienio 1942-43-44.

### Traducciones
Tradujo del inglés Donde la cruz está hecha de Eugene O'Neill en colaboración con Jorge Luis Borges, Los procesos contra Oscar Wilde y El amante de Lady Chatterley de D. H. Lawrence, esta última la primera traducción de esa obra al español. También hizo la traducción del francés de Las flores del mal, de Baudelaire.

### Su labor para el teatro
Escribió las obras teatrales La novia de arena (en 1945 en colaboración con Homero Manzi), Yrigoyen (en colaboración con César Tiempo) y Un espejo para la santa (en colaboración con Tulio Demichelli). La novia de arena narra el drama de Elisa Brown, la hija del Almirante Guillermo Brown, que se suicidó ante la muerte de su novio en un combate naval. La obra se estrenó el 7 de marzo de 1945 con la actuación de Delia Garcés y Orestes Caviglia en los papeles principales, secundados por un elenco de actores de primera línea como Enrique Diosdado, Milagros de la Vega, Margarita Corona, Alita Román y Domingo Sapelli y fue muy bien recibida por los críticos.

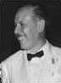
Ulyses Petit de Murat.

### Su vinculación con el tango
En el marco del proyecto de Ben Molar 14 con el tango escribió la letra del tango «Bailate un tango, Ricardo» al que puso música el compositor Juan D'Arienzo. La letra se refiere a un episodio mítico de la historia del tango protagonizado por Ricardo Güiraldes en París. Se trata de la recepción de este nuevo baile por los sectores altos de la sociedad parisina con los cuales estaban vinculados los jóvenes pudientes argentinos que viajaban a esa ciudad.
También escribió la milonga Yo soy Graciela oscura, con música de Astor Piazzolla, para la película Extraña ternura, de 1964. En esa película Egle Martin canta otros temas y toda la banda de sonido, compuesta por Piazzolla, Lucio Milena y Petit de Murat. La milonga fue posteriormente grabada por Tita Merello acompañada por la orquesta de Carlos Figari.

### Su relación con el cine
En 1932 pasó a la sección de cine de Crítica, en cuya jefatura reemplazó a Arturo S. Mom y en 1939 escribe su primer guion cinematográfico para la película Prisioneros de la tierra, adaptación de cuatro cuentos de Horacio Quiroga, realizada en colaboración con un hijo de este, llamado Darío Quiroga, mientras se encontraba internado por su tuberculosis en un sanatorio de Ascochinga. En 1940 realizó con Homero Manzi el guion del filme Con el dedo en el gatillo, una colaboración que continuó en otros guiones.
En noviembre de 1941 fue miembro fundador e integrante de la primera comisión directiva de la Academia de Artes y Ciencias Cinematográficas de la Argentina.
Durante cuarenta años continuó su labor y se convirtió en el más prolífico guionista argentino hasta la fecha, con más de sesenta obras. Entre esos guiones se destacan los de Todo un hombre, La guerra gaucha y Su mejor alumno, escritos en colaboración con Homero Manzi.

### Actividad en el exilio
Entre 1951 y 1958 estuvo exiliado en México por razones políticas. Allí escribió más de cuarenta guiones de películas para el cine mexicano, uno para España y uno para Brasil y dos novelas que se publicaron simultáneamente en Argentina y México. También estrenó en la Ciudad de México una versión de Edipo Rey de Sófocles.
Entre los argumentos escritos en México se destacan La entrega, que fue filmado con la actuación de Arturo de Córdova y Marga López, y Manicomio, con un grupo de artistas jóvenes, que fue la primera película filmada sobre el rock and roll, con un enorme éxito de taquilla.
Tuvo, en Radio Universidad, dependiente de la Universidad Nacional Autónoma de México, un espacio de una hora y quince minutos de duración, dedicado a la difusión de la literatura argentina.

### Regreso al país
El 29 de mayo de 1958 el International Institute of Arts and Letters de Estados Unidos lo incorporó como miembro de dicha institución, por sus méritos literarios. En 1961 escribió dos obras teatrales especialmente para el ciclo del Canal 9 de televisión llamado Noches de teatro Grafa
Fue jurado en festivales de cine internacionales, tales como el decimotercer Festival Internacional de Cine de Cannes (1960), en el que integró el jurado de las películas de largometraje con figuras de la importancia de Georges Simenon y Arthur Miller. Fue también presidente del Gran Jurado del Festival Internacional de Cine de Mar del Plata en 1959.
En 1969 fue elegido presidente de la Sociedad Argentina de Escritores (SADE). Ese mismo año obtuvo, junto con Mario Soffici, el Gran Premio del Fondo Nacional de las Artes, por su labor en la cinematografía nacional.
A partir de 1968 hizo los guiones de varias películas de tema histórico que dirigiría Leopoldo Torre Nilsson: Martín Fierro (1968), El Santo de la espada (1970) y Güemes, la tierra en armas (1971), protagonizadas por Alfredo Alcón. Participó del programa periodístico Para bien de todos que se transmitió por el Canal 7 de televisión conducido por Nucha Amengual y producido por Cernadas Lamadrid en el que intervenía una veintena de periodistas.
Escribió los ensayos Sixto Pondal Ríos, Genio y Figura de Benito Lynch y Carta abierta a los jóvenes del año 2000 (1970), así como el libro de memorias La noche de mi ciudad.
Fue también durante varios periodos secretario general de la Sociedad General de Autores de la Argentina (ARGENTORES), presidente del Jurado de los premios Konex y Jurado del programa televisivo Odol pregunta.
En 1979, fue invitado por la Radio y Televisión Española para un ciclo de reportajes a los más importantes escritores sudamericanos, junto a Borges, Mujica Lainez, Ernesto Sabato, etcétera.
En 1980, era el guionista vivo con más guiones filmados en el mundo.
Falleció el 19 de agosto de 1983 de un infarto de miocardio y hasta pocas horas antes había estado trabajando en el Fondo Nacional de las Artes, del que era presidente. Dejó esposa, dos hijos y cinco nietos —entre los cuales se encuentra la novelista Claudia Aboaf—, además de numerosos bisnietos.
Fue considerado como «el poeta de los versos patéticos» por Jorge Luis Borges y de él dijo Gabriela Mistral: «Petit de Murat desnuda el hueso de la muerte».
Al despedir sus restos Dardo Cúneo, presidente de la SADE, expresó: «El Dios de tu poesía te aguarda con las puertas abiertas».
En una entrevista periodística siendo presidente de la SADE, se definió a sí mismo como poeta al afirmar que «el único y real goce creador lo obtengo al crear una línea de poema».

## Guiones cinematográficos
- El diablo metió la pata (1980) en colaboración con Carlos Rinaldi y Ángel R. Martín según argumento de Ulyses Petit de Murat. Dir. Carlos Rinaldi.[24]
- Proceso a la infamia (1978) en colaboración con César Tiempo (adaptación del guion de José Dominiani). Dir. Alejandro Doria.[25]
- No hay que aflojarle a la vida (1975) en colaboración con César Tiempo según argumento de Salvador Valverde Calvo. Dir. Enrique Carreras.
- Las procesadas (1975) en colaboración con César Tiempo adaptación del guion de José Dominiani.[26]
- Andrea (1973). Dir. Carlos Rinaldi.
- Me gusta esa chica (1973) según argumento de Alfonso Paso. Dir. Enrique Carreras.
- Mi hijo Ceferino Namuncurá (1973). Dir. Jorge Mobaied.
- Güemes, la tierra en armas (1971), en colaboración con Leopoldo Torre Nilsson, Luis Pico Estrada y Beatriz Guido. Dir. Leopoldo Torre Nilsson.
- El santo de la espada (1971) argumento en colaboración con Leopoldo Torre Nilsson. Dir. Leopoldo Torre Nilsson.
- Maternidad sin hombres (1968). Dir. Carlos Rinaldi.
- El derecho a la felicidad (1968) en colaboración con Carlos Rinaldi según la obra teatral Cuatro paredes y un techo de Renée Lew y Carlos de Marzi. Dir. Carlos Rinaldi.
- Martín Fierro (1968), en colaboración con Leopoldo Torre Nilsson, Luis Pico Estrada, Edmundo Eichelbaum, Héctor Grossi y Beatriz Guido sobre el poema homónimo de José Hernández. Dir. Leopoldo Torre Nilsson.
- ¡Al diablo con este cura! (1967). Dir. Carlos Rinaldi.
- Pampa salvaje (1966). Es una nueva versión de Pampa Bárbara, con guion de Hugo Fregonese y John Nelson sobre el libro de Ulyses Petit de Murat y Homero Manzi. Dir. Hugo Fregonese.
- El perseguidor (1965) según el cuento homónimo de Julio Cortázar. Dir. Osías Wilenski.
- Esquiú, una luz en el sendero (1965) en colaboración con Carlos Pérez Cánepa. Dir. Ralph Pappier.
- Extraña ternura (1964) Dir. Daniel Tinayre.[27]
- El romance de un gaucho (1961) según obra de Benito Lynch. Dir. Rubén W. Cavallotti.
- El tesoro de Chucho el Roto (1960) en colaboración con Felipe Mier Miranda y Gilberto Martínez Solares. Dir. Gilberto Martínez Solares.
- La última lucha (1959) guion e historia en colaboración con Julio Porter. Dir. Julián Soler.
- El que con niños se acuesta (1959) en colaboración con Carlos A. Petit. Dir. Rogelio A. González.
- Manicomio (1958) en colaboración con Augusto Benedico y José Díaz Morales. Dir. José Díaz Morales.
- Mujeres de fuego (1959) en colaboración con Neptalí Beltrán y Tito Davison según la obra Vazante de José Mauro de Vasconcelos. Dir. Tito Davison y Oswaldo Louzada.
- Mi niño, mi caballo y yo (1959). Dir. Miguel M. Delgado.
- La rebelión de los adolescentes (1959). Dir. José Díaz Morales.
- El dinero de Dios (1959). Dir. Román Viñoly Barreto.
- Misterios de la magia negra (1958). Dir. Miguel M. Delgado.
- Cabaret trágico (1958). Adaptación. Dir. Alfonso Corona Blake.
- Amor prohibido (1958) sobre la novela Ana Karenina de León Tolstoi. Dir. Luis César Amadori.
- La dulce enemiga (1957) adaptación en colaboración con Tulio Demicheli y Tito Davison sobre la novela L´ennemie de André-Paul Antoine. Dir. Tito Davison.
- Juventud desenfrenada (1956) guion y adaptación en colaboración con José Díaz Morales. Dir. José Díaz Morales.
- Esposas infieles (1956). Dir. José Díaz Morales.
- Sublime melodía (1956) (sin acreditar). Dir. Tulio Demicheli.
- Cara de ángel (1956). Dir. Miguel Morayta Martínez.
- Historia de un amor (1956). Dir. Roberto Gavaldón.
- Para siempre o Para siempre amor mío o Siempre para ti (1955) en colaboración con Natividad Zaro y Tito Davison. Dir. Tito Davison.
- El Barba Azul o Los Líos de Barba Azul (1955) en colaboración con Óscar Brooks. Dir. Gilberto Martínez Solares.
- Prisionera del pasado (1954) en colaboración con Jesús Cárdenas y Tito Davison. Dir. Tito Davison.
- La Entrega (1954) adaptación y guion en colaboración con Tito Davison. Dir. Julián Soler.
- Mulata (1954) diálogos. Dir. Gilberto Martínez Solares.
- La duda (1954). Dir. Alejandro Galindo.
- El Conde de Montecristo (1954). En colaboración con León Klimovsky sobre la novela homónima de Alejandro Dumas, Dir. León Klimovsky.
- Nunca es tarde para amar (1953) historia. Dir. Tito Davison.
- Un guapo del 900 (1952) sobre la obra homónima de Samuel Eichelbaum. Dir. Lucas Demare. Este filme quedó inconcluso.
- La calle junto a la luna (1951). Dir. Román Viñoly Barreto.
- El pendiente (1951) en colaboración con Samuel Eichelbaum según el cuento The earring de William Irish (Cornell Woolrich). Dir. Mario Soffici.
- Vivir un instante (1951) en colaboración con Tulio Demicheli. Dir. Tulio Demicheli.
- La comedia inmortal (1951) en colaboración con Tulio Demicheli. Dir. Tulio Demicheli.
- El extraño caso del hombre y la bestia o El Hombre y la Bestia (1951), sobre la base de la novela The Strange Case of Dr.Jekyll and Mister Hyde de Robert Louis Stevenson. Dir. Mario Soffici.
- La orquídea (1951) según L´Orchidea de Sem Benelli. Dir. Ernesto Arancibia.
- Suburbio (1951). Dir. León Klimovsky.
- Arrabalera (1950) en colaboración con Tulio Demicheli según Un tal Servando Gómez de Samuel Eichelbaum. Dir. Tulio Demicheli.
- Lejos del cielo (1950) en colaboración con Tulio Demicheli. Dir. Catrano Catrani.
- La gran tentación (1948). Dir, Ernesto Arancibia.
- Tierra del Fuego (1948) Dir. Mario Soffici.
- Nunca te diré adiós (1947) en colaboración con Homero Manzi. Dir. Lucas Demare.
- Rosa de América (1946) en colaboración con Homero Manzi. Dir. Alberto de Zavalía.
- Donde mueren las palabras (1946) en colaboración con Homero Manzi. Dir. Hugo Fregonese.
- Pampa bárbara (1945) en colaboración con Homero Manzi. Dir. Lucas Demare y Hugo Fregonese.
- Su mejor alumno (1944) en colaboración con Homero Manzi sobre “Vida de Dominguito” de Domingo Faustino Sarmiento. Dir. Lucas Demare.
- Todo un hombre (1943) en colaboración con Homero Manzi según novela de Miguel de Unamuno Nada menos que todo un hombre. Dir. Pierre Chenal.
- La guerra gaucha (1942) en colaboración con Homero Manzi. Dir. Lucas Demare.
- El viejo Hucha (1942) en colaboración con Homero Manzi sobre la obra homónima de Carlos Damel y Camilo Darthés. Dir. Lucas Demare.
- El camino de las llamas (1942) en colaboración con Homero Manzi sobre la novela homónima de Hugo Wast. Dir. Mario Sóffici.
- Fortín Alto (1941)en colaboración con Homero Manzi. Dir. Luis José Moglia Barth.
- Con el dedo en el gatillo (1940) en colaboración con Homero Manzi. Dir. Luis José Moglia Barth.
- Prisioneros de la tierra (1939) en colaboración con Darío Quiroga. Adaptación de los cuentos de Horacio Quiroga Un peón, Los destiladores de naranjas, Los Desterrados y Una bofetada. Dir. Mario Soffici.

## Obras publicadas
| - Aprendizaje de la soledad. Ed. Nova. 1943. - Amargo esplendor. Ed. Botella al Mar. 1982. - Agonías de la memoria. Ed. Emecé. 1977. - El balcón hacia la muerte. Centro Editor de América Latina. 1968. - Carta abierta: a los jóvenes del año 2000. Ed. Emecé. 1970. - Conmemoraciones. Ed. Gleizer. 1929. - Borges Buenos Aires. Municipalidad de la Ciudad de Buenos Aires. 1980. - El guion cinematográfico: técnica e historia. Editorial Alameda S. A. México, 1954. - El miserable amor. Ed. Dintel. 1959. - Este cine argentino. Ediciones del Carro de Tespis. 1959. | - Genio y figura de Benito Lynch. Eudeba. 1968. - La novia de arena (En colaboración con Homero Manzi). Ediciones del Carro de Tespis. 1965. - La vida fanática. Paidós. 1968. - Las islas. Ed. Salamandra. 1935. - Las manos separadas. Ed. Continental. 1950. - Marea de lágrimas. Ed. Destiempo. 1937. - Rostros. Ed. “Argentina”. 1931. - Samuel Eichelbaum. A-Z editora. 1986. ISBN 950-034-064-5 - Sixto Pondal Ríos. Ediciones Culturales Argentinas. 1981. - Último lugar. Ed. Rocamora. 1964. |

## Premios obtenidos
- 1935 – Premio Municipal de Poesía que otorgaba la Municipalidad de la Ciudad de Buenos Aires.
- 1945 – Premio Cóndor de Plata al mejor guion adaptado, de la Asociación de Cronistas Cinematográficos de la Argentina, compartido con Homero Manzi, por La Guerra Gaucha.
- 1962 – Premio Argentores y el del Fondo Nacional de las Artes para teatro, por su obra Un espejo para la santa.
- 1967 – Trofeo Argentores a la mejor producción de cine por la cinecomedia Al diablo con este cura.
- 1971 - Gran Premio del Fondo Nacional de las Artes.
- 1976 - Premio "Sixto Pondal Ríos" para autores consagrados.
- 1977 - Premio Municipal de Poesía otorgado por la Municipalidad de la Ciudad de Buenos Aires.
- 1981 - Gran Premio de Honor de la Sociedad Argentina de Escritores.